# Lev Gudkov
Lev Dmitrijevič Gudkov (rusky Лев Дмитриевич Гудков; * 6. prosince 1946 Moskva) je ruský sociolog, ředitel analytického centra Levada a šéfredaktor časopisu Вестник общественного мнения (angl. The Russian Public Opinion Herald).

## Vědecká činnost
Gudkov vystudoval žurnalistiku, sociologii a filologii na Lomonosovově univerzitě, promoval v roce 1971. Do roku 1977 pokračoval v postgraduálním studiu na filozofickém institutu Akademie věd SSSR. V roce 1995 Gudkov získal doktorát z filozofie.
V letech 1970 až 1973 pracoval v oddělení metodologie výzkumu sociálních procesů Ruské akademie věd. V následujících čtyřech letech až do roku 1977 byl zaměstnancem katedry filozofie a sociologie v Ústavu vědeckých informací o sociálních studiích, který patří pod Ruskou akademii věd. V letech 1977 až 1984 byl vedoucím vědeckým pracovníkem sociologického oddělení Ruské státní knihovny.
V roce 1988 začal Gudkov pracovat pro ruské centrum výzkumu veřejného mínění VCIOM (Всероссийский центр изучения общественного мнения), stal se jedním z jeho předních výzkumníků. V roce 1991 byl jmenován vedoucím teoretického a později sociopolitického oddělení výzkumů ve VCIOM.

## Práce v centru Levada
V roce 2003 Gudkov VCIOM opustil společně s Jurijem Levadou a většinou zaměstnanců. Začali pracovat v nově založeném analytickém Centru Levada.
Po smrti Jurije Levady v roce 2006 se Gudkov stal ředitelem centra. Od prosince téhož roku pracuje jako šéfredaktor centrem vydávaného časopisu The Russian Public Opinion Herald.
Přednáší na moskevské Vysoké škole ekonomiky (Высшая школа экономики). Je autorem několika knih a článků zabývajících se sociálními problémy.